# Catenicella pseudoelegans
Catenicella pseudoelegans är en mossdjursart som beskrevs av Gordon 2009. Catenicella pseudoelegans ingår i släktet Catenicella och familjen Catenicellidae. Inga underarter finns listade i Catalogue of Life.